# Abrigo rochoso de Tham Lod
O abrigo rochoso de Tham Lod (em tailandês: เพิง ผา ถ้ำ ลอด), pesquisado pela primeira vez por Rasmi Shoocongdej, da Universidade Silpakorn, financiado pelo Fundo de Investigação Tailandês, foi um cemitério pré-histórico e uma oficina localizada no norte da Tailândia conhecido por ter habitantes humanos do final Pleistoceno para o Holoceno.Além disso, Tham Lod está perto de Ban Rai, outro abrigo rochoso, e está nas proximidades de duas cavernas conhecidas, Spirit Cave e Tham Lot. Recentes pesquisas e datação por carbono sugeriu que Homo sapiens ocuparam a área. Essas pesquisas fornecem mais detalhes sobre as atividades dos seres humanos na área que inclui enterros, hábitos de vida, recolhimento, fabricação de ferramentas e interações sociais.

## Atividade humana
Nos últimos anos, tem havido várias pesquisas no abrigo de Tham Lod que tenham sido protegidos pelo Fundo do Embaixador para a Preservação Cultural desde 2001. Estas pesquisas têm sido voltadas para a análise da cultura a partir dos três períodos de seres humanos que viveram no abrigo rochoso de Tham Lod (Pleistoceno Superior, Holoceno e Holoceno tardio). Uma escavação no abrigo entre 2001 e 2002 proporcionou o conhecimento importante do ambiente passado, baseado na análise de recolhidos pólen de dados. O pólen que foi recolhido pode ser analisado por uma visão sobre o clima do passado, pois ele pode sobreviver por mais de 100.000 anos sob condições específicas. a análise polínica sugeriu que os seres humanos têm afetado o meio ambiente, especialmente a vegetação em Tham Lod, por exemplo, utilizando samambaias para fins medicinais. Desmatamento na área, no passado, também pode ter sido causado por seres humanos.

### Ocupação humana
Um estudo no noroeste da Tailândia, em particular em Tham Lod, financiado pelo Australian School da Universidade Nacional de Pós-Graduação e Centro de Investigação Arqueológica e do Instituto Australiano de Ciência Nuclear e Engenharia, conduzido por Ben Marwick, data a ocupação humana em Tham Lod de 40.000 a 10.000 anos atrás. A população era maior durante o período Holoceno, em que a biomassa foi maior por causa do clima molhado. Além disso, migrantes da China podem ter contribuído para o aumento da população.